# Ascobans
Das Abkommen zur Erhaltung der Kleinwale in der Nord- und Ostsee, des Nordostatlantiks und der Irischen See, abgekürzt ASCOBANS (englisch: Agreement on the Conservation of Small Cetaceans of the Baltic, North East Atlantic, Irish and North Seas), ist ein regionales Artenschutzabkommen. Es wurde im September 1991 im Rahmen der Bonner Konvention zunächst unter dem Namen „Abkommen zur Erhaltung der Kleinwale in Nord- und Ostsee“ abgeschlossen und trat im März 1994 in Kraft. Im Februar 2008 wurde das Abkommensgebiet erweitert und der Name entsprechend geändert. ASCOBANS deckt alle in dem Gebiet vorkommenden Zahnwalarten (Odontoceti) ab, mit Ausnahme des Pottwals (Physeter macrocephalus).

## Hintergrund
Die Ost-, Nord- und Irische See und der Nordostatlantik sind der Lebensraum vieler Arten von Kleinwalen, z. B. Delfinen und Schweinswalen.
Das Leben der Wale, wie das anderer wandernder Tierarten, wird von menschlichen Aktivitäten beeinträchtigt. Dazu gehören Lebensraumverlust, Meeresverschmutzung, Störungen durch Lärm und vor allem der unbeabsichtigte Fang in Fischernetzen, sogenannter Beifang. Jährlich ertrinken tausende von Walen, Delfinen und Tümmlern daran, dass sie sich in Fischernetzen verfangen und nicht mehr zum Atmen an die Meeresoberfläche kommen können.

## Abkommensgebiet und Mitgliedstaaten
Ursprünglich deckte das Abkommen nur die Nord- und Ostsee ab. Seit dem 3. Februar 2008 wurde das Gebiet jedoch um die Irische See und Teile des Nordostatlantiks erweitert. Das Gebiet wird wie folgt definiert: „...die Meeresumwelt der Nord- und Ostsee und des angrenzenden Gebiets des Nordostatlantiks, begrenzt durch die Küsten des Bottnischen und des Finnischen Meerbusens; im Südosten durch die Breite 36° N, wo diese Breitengradlinie auf die Linie trifft, die durch die Verbindung der Leuchttürme von Kap St. Vincent (Portugal) und Casablanca (Marokko) entsteht; im Südwesten durch die Breite 36° N und die Länge 15; im Nordwesten durch die Länge 15° W und die durch die folgenden Punkte gezogene Linie: Breite 59° N / Länge 15° W, Breite 60° N / Länge 5° W, Breite 61° N / Länge 4° W, Breite 62° N / Länge 3° W, im Norden durch die Breite 62° N und einschließlich des Kattegat, des Sundes und der Belte.“
Dem Schutzabkommen können alle so genannten Arealstaaten beitreten. Dies sind Staaten, die über einen Teil des Verbreitungsgebietes einer von ASCOBANS erfassten Tierart Hoheitsrechte ausüben oder unter deren Flagge Schiffe fahren, deren Tätigkeiten innerhalb des Abkommensgebietes Kleinwale nachteilig beeinflussen. Außerdem sind alle Organisationen der regionalen Wirtschaftsintegration (zum Beispiel die EU) berechtigt, dem Kleinwalschutzabkommen beizutreten.

Abkommensgebiet des Ascobans

### Mitgliedstaaten
- Belgien
- Deutschland
- Dänemark (ohne Färöer)
- Finnland
- Frankreich
- Litauen
- Niederlande
- Polen
- Schweden
- Vereinigtes Königreich

### Arealstaaten ohne Mitgliedschaft
- Estland
- Irland
- Lettland
- Norwegen
- Portugal
- Russland
- Spanien

## Organisationsstruktur
ASCOBANS hat drei Hauptorgane zur Durchführung des Abkommens.

### Die Vertragsstaatenkonferenz
Die Vertragsstaatenkonferenz (auch MOP, Meeting of the Parties) ist das Beschlussfassungsorgan des Abkommens. Sie tritt alle drei Jahre zusammen, um Fortschritte auszuwerten und weitere Schritte zur Umsetzung des Abkommens zu entwickeln. Neben den Vertragsstaaten und noch nicht beigetretenen Arealstaaten können thematisch relevante regionale, zwischenstaatliche und Nicht-Regierungs-Organisationen als Beobachter (ohne Stimmrecht) an der Konferenz teilnehmen.

### Der beratende Ausschuss
Jeder Mitgliedsstaat des Abkommens nominiert einen Vertreter und Berater, der einmal jährlich an den Treffen des beratenden Ausschusses (auch AC, Advisory Committee) teilnimmt. Der Ausschuss dient dazu, wissenschaftliche und verfahrenstechnische Empfehlungen an das ASCOBANS-Sekretariat und die Vertragsstaatenkonferenz weiterzuleiten. Wie beim MOP können auch an den Treffen des AC Beobachter teilnehmen, wobei auch hier die ernannten Staatsvertreter das alleinige Entscheidungsrecht haben.

### Das Sekretariat
Das ASCOBANS-Sekretariat befindet sich in Bonn und dient als Koordinierungsorgan des Abkommens. Es erfasst und verbreitet Informationen für die Vertragsstaatenkonferenz (MOP) und den beratenden Ausschuss (AC). Es soll die Bevölkerung informieren und die Mitgliedsstaaten bei der Umsetzung der Vereinbarungen unterstützen. Das Sekretariat betreut die Sitzungen der Vertragsstaatenkonferenz und des beratenden Ausschusses. Es ist Bestandteil des CMS-Sekretariats der Bonner Konvention. Im Rahmen der 5. ASCOBANS-Vertragsstaatenkonferenz (2006) wurde entschieden, dass ab dem 1. Januar 2007 für einen Zeitraum von drei Jahren zur Probe das CMS-Sekretariat Sekretariatsaufgaben für ASCOBANS übernehmen und der CMS-Exekutivsekretär auch vertretend für ASCOBANS zuständig sein soll.

## Ausgewählte Walarten im Abkommensgebiet
Die wichtigsten Walarten, die durch das Abkommen geschützt werden sollen, sind:
- Gewöhnlicher Schweinswal (Phocoena phocoena)
- Großtümmler (Tursiops truncatus)
- Gemeiner Delfin (Delphinus delphis)
- Langfinnendelfin/Weißschnauzendelfin (Lagenorhynchus albirostris)
- Weißseitendelfin (Lagenorhynchus acutus)
- Blau-Weißer Delfin (Stenella coeruleoalba)
- Rundkopfdelfin/Rissos Delfin (Grampus griseus)
- Großer Schwertwal (Orcinus orca)
- Grind- oder Pilotwal (Globicephala melas)
- Nördliche Entenwal oder Dögling (Hyperoodon ampullatus) und
- andere Schnabelwale (Ziphiidae).

### Erhaltung der Schweinswale
Der Gewöhnliche Schweinswal, auch „Kleiner Tümmler“ genannt, ist der einzige in der Ostsee heimische Kleinwal und in der Nordsee die am häufigsten auftretende Walart. Deshalb steht vor allem der Schweinswal im Fokus der Arbeit des Schutzabkommens.
Der Bedarf eines Erhaltungsplanes für die Schweinswale der Ostsee ist schon lange international anerkannt, da laut Schätzungen nur noch ca. 600 Schweinswale im baltischen Raum leben. Der Jastarnia Plan, ein Schutzplan zur Erholung der Schweinswalpopulation in der Ostsee, wurde über mehrere Jahre hinweg unter der Schirmherrschaft von Ascobans in enger Zusammenarbeit mit der Internationalen Naturschutzunion (IUCN) sowie mit der Helsinki Kommission (HELCOM) entwickelt. Der Rettungsplan enthält Empfehlungen zur Reduzierung bestimmter Fischfangmethoden, etwa die Umstellung auf Fanggeräte mit geringerem Beifang von Meeressäugern oder die Umsetzung eines Pinger-Programms. Der Plan, der auf der 4. Vertragsstaatenkonferenz im Jahr 2003 verabschiedet wurde, verfolgt als Kernziele:
- Die Beifangrate innerhalb des 1995 erfassten Gebiets auf maximal zwei Schweinswale jährlich reduzieren.
- Wissenschaftliche Erkenntnisse in den Schlüsselbereichen verbessern.
- Spezifischere Erhaltungsziele entwickeln, die sich auf aktualisierte Daten zu Population und Beifang beziehen.

Obwohl die Schweinswalpopulationen der Nordsee nicht direkt bedroht sind, werden die Tiere in dieser Gegend dennoch durch hohe Beifangraten und andere Faktoren unter Druck gesetzt.

## ASCOBANS in der Öffentlichkeit
Im Jahr 2001 lobte die Umweltstiftung WWF die Bemühungen für den Rückgang des Beifangs unter Ascobans.
Jedoch reklamierte der WWF im Jahr 2004, dass Schlupflöcher im Abkommenstext das unnötige Töten von Kleinwalen in der Fischerei nicht ausreichend verhindern und dass strengere Maßnahmen den Beifang von Meeressäugern reduzieren könnten.
2006 stellte die taz den Beitrag des Abkommens zur Erhaltung des Schweinswals in der Ostsee dar. Der Artikel weist zum Beispiel darauf hin, dass 2007 eine Regelung eingeführt wurde, der zufolge alle Fischereifahrzeuge mit akustischen Warnsystemen (Pingern) ausgestattet sein müssen, die Schweinswale warnen und somit dem Beifang entgegenwirken. Anfang 2008 forderte die Gesellschaft zum Schutz der Meeressäugetiere (GSM), dass die Arbeit von Ascobans weitgehend mehr beachtet werden solle.
Seit 2003 wird jedes Jahr am 3. Sonntag im Mai der Internationale Tag des Ostseeschweinswals in Institutionen der Ostseeanrainerstaaten gefeiert, um das Bewusstsein für die bedrängte Lage des Schweinswals in der Bevölkerung zu fördern. Auch gibt das Sekretariat einen periodischen Newsletter heraus, der über aktuelle Tätigkeiten und Themen informiert. 

Ascobans unterstützte die Kampagne Jahr des Delfins, die in den Jahren 2007 und 2008 stattfand.
Einige Meeresschutzorganisationen befürchteten, dass die Auflösung des bisherigen ASCOBANS-Sekretariats im Januar 2007 eine erhebliche Schwächung des Kleinwalschutzabkommens nach sich ziehen würde.